# Calidota
Calidota is een geslacht van vlinders van de familie spinneruilen (Erebidae), uit de onderfamilie Arctiinae.

## Soorten
- C. bahamensis Rothschild, 1933
- C. clarcana Dyar, 1916
- C. cubensis Grote, 1866
- C. divina Schaus, 1889
- C. hadesia Schaus, 1927
- C. laqueata Edwards, 1887
- C. obscurator Druce, 1884
- C. paulina Jones, 1912
- C. phryganoides Walker, 1855
- C. strigosa Walker, 1855